# Hjakumanto dharani
Hjakumanto dharani (百万塔陀羅尼) ali "milijon pagod in molitev dharani" je znano obsežno naročilo tiskovin in najstarejša zabeležena uporaba tiskanja z lesenimi ploščami na Japonskem, čeprav verjetno ne prva.
Tiskanje knjig iz kitajskih budističnih templjev z lesenimi ploščami se na Japonskem pojavi okoli 8. stoletja. Leta 764 je cesarica Šotoku odredila izdelavo milijona majhnih lesenih pagod Hjakumanto (百万塔, dobesedno "milijon pagod"). Vsaka je vsebovala majhen potiskan papirni zvitek velikosti 6 x 45 cm z budističnim tekstom - sutro Vimalakirti (無垢淨光大陀羅尼經 Mukudžoko dajdarani kjo). Te so razdelili med templje po državi kot zahvalo za utišanje upora Emi leta 764. Gre za prve zabeležene primere te tehnike tiska na Japonskem. Mnogi primerki so se ohranili do danes (glej spodnjo povezavo).
Tiskanje je bilo zaključeno okoli leta 770. Stalo je toliko denarja, da se tiskarska tehnologija ni razširila po državi. Izdelava in razširjanje knjig se je še naprej opiralo na ročno kopiranje rokopisov.